# Puilaurens (hrad)
Hrad Puilaurens je zřícenina katarského hradu nalézající se v jižní Francii na území obce Puilaurens v departementu Aude. Hrad stojí na skalnatém vrcholu nad údolím vytvořeným říčkou Boulzane. Hrad je jedním z tzv. „pěti synů Carcassonne“, spolu s hrady Quéribus, Termes, Aguilar a Peyrepertuse, které se všechny nacházejí na vrcholcích skalních výběžků s pověstí „nedobytných“ hradů.

## Historie
Jako součást Aragonkého království ležel hrad mimo území, které bylo zničeno křižáky během albigenské křížové výpravy. Stejně jako hrad Quéribus sloužil jako útočiště pro lidi, kteří prchali před křižáky, tj. katary a takzvané „ztracené osoby“, které kvůli svému odporu proti křižákům přišly o svůj majetek. Mezi nimi bylo mnoho významných osobností, jako například Guillaume de Peyrepertuse.
Ve 13. století patřil hradní komplex rodině Fenouillet. Až do konce křížových výprav odolávala pod vedením Pierra Cataly a Guillauma de Peyrepertuse všem útokům křižáků pod vedením Simona IV. de Montfort. Po Pierrově smrti se novým majitelem stal jeho syn Roger Catala. Posledním velitelem byl Chabert de Barbaira, který jako poslední bránil katary a kapituloval ve stejnou dobu jako hrad Quéribus.
Hrad Puilaurens byl postoupen Francouzské koruně v neznámém období před rokem 1255. V roce 1258 bylo vlastnictví potvrzeno francouzskou korunou ve smlouvě z Corbeil a hranice Aragonského království byla posunuta směrem k jihu. Lze předpokládat, že podstatná část hradního komplexu, tak jak se dochoval dodnes, vznikla až po křížových výpravách proti katarům po polovině 13. století pod francouzskou vládou.
Hrad byl v roce 1635 dobyt španělskými vojsky. Svůj strategický význam ztratil v roce 1659 s uzavřením Pyrenejského míru. Hranice mezi Španělskem a Francií byla tehdy posunuta směrem na jih na hřeben Pyrenejí, kde se nachází dodnes. Hrad tak ztratil svůj strategiký význam a v 17. století byl opuštěn. Od roku 1902 je chráněn jako historická památka (Monument historique) Francie. 

## Popis
Hrad Puilaurens se skládá z dolního a horního nádvoří, což je dispozice zděděná po původním katarském hradu. Jeho opevněné hradby kopírují obrys skalního hřebene, na kterém je postaven.
Hrad Puilaurens je archetypem středověké horské vojenské pevnosti. Areál představuje všechny obranné systémy vynalezené mezi 13. a 17. stoletím, které se vyvíjely spolu s vývojem zbraní, od luků a kuší přes katapulty a trebušety až po muškety a děla.
Přístup do hradu je možný z jihozápadu po rampě s klopenými schody, která je vybudována v skalní trhlině a lemována devíti zdmi. Jižní stranu chrání přední hradba obklopená zdmi s otvory pro střelné zbraně, které tvoří barbakan.
Samotný hrad se skládá v podstatě ze dvou částí obklopených hradbami. První část je uspořádána kolem hradního nádvoří, druhou tvoří samostatná opevněná pevnost dominující nad nádvořím.
Vstupní brána do hradu ústí do malého nádvoří, které se otevírá do hlavního nádvoří, jehož nepravidelný tvar kopíruje obrysy skály. Toto hlavní nádvoří měří 60 × 25 metrů. Je uzavřeno 8 až 10 metrů vysokými hradbami, které spojují dvě půlkruhové věže. Na hradbách se dochovala většina cimbuří. Na severní straně vede částečně zakopaný přístup k cisterně a místnosti chráněné dvěma střílnami. Poterna (na severu) převyšuje zbytky vnější cisterny. U paty východní věže vede brána k vyhlídce mimo pevnost. Ta dominuje vesnicím Puilaurens a Lapradelle s jejich viaduktem. V dálce je vidět vrchol Pic de Bugarach.
K druhému opevnění dnes vede lávka. Brána tohoto opevnění má stejné rozměry jako brána prvního opevnění. Naproti vede chodba mezi skálou a kurtinou k severní věži, která je otevřená do soutěsky. Na jedné straně se ve skále otevírá úzký průchod vedoucí do galerií, které mohly sloužit jako zásobárny. Po schodech, které byly odkryty během restauračních prací, se dostanete k věži čtvercového půdorysu (věžový dům). Tato obytná věž, vybavená krbem, se zdá pocházet z 16. století.
Na západě pečlivě sestavené kurtiny dominují přístupovým šikmým chodbám. Ty ústí do kruhové věže s bossážemi, jejíž místnost v přízemí si zachovala klenbu; nazývá se věž „Bílé dámy“. Touto bílou dámou není nikdo jiný než Blanka Bourbonská, praneteř Filipa IV. Sličného, která před odjezdem do Španělska, kde se provdala za Petra I. Kastilského, pobývala na hradě Puilaurens.
V tomto vysokém opevnění jsou vidět latríny a cisterna. Pozorování různých výšek, které tvoří toto druhé opevnění, naznačuje, že se jedná o heterogenní stavbu. Západní a severní věže, jejich přilehlé kurtiny a brána pocházejí skutečně ze středověku. Zbytek stavby je z novější doby.
Dnes je hrad majetkem obce Puilaurens. Je možné jej navštívit od konce března do poloviny listopadu. V tomto období jsou k dispozici prohlídky s průvodcem.

## Restaurátorské práce
První restaurátorské práce proběhly v 50. letech 20. století, kdy byly zaplněny dvě mezery nad vstupní branou do prvního opevnění.
V letech 1993 až 1996 proběhla další restaurátorská kampaň s cílem zlepšit podmínky pro návštěvníky.
V roce 2019 byla provedena kompletní diagnostika památky včetně fotografického, 2D a 3D zaměření a vyhotoveny plány, řezy a pohledy. Tato diagnostika umožnila definovat různé stupně naléhavosti, a to jak z hlediska ochrany budovy, tak z hlediska bezpečnosti návštěvníků.
Na základě diagnostiky byla vyhlášena veřejná zakázka a první část prací mohla být zahájena v dubnu 2021. Cílem první části prací je zajištění bezpečnosti veřejnosti v severní braně, a to opravou východní stěny cisterny, zabezpečením vchodu do cisterny a odstraněním vegetace ze severní brány. Práce také umožnily kompletní restaurování jižní věže, včetně odstranění vegetace z vnitřku věže, opravy překladů, sloupů cimbuří v horní části věže a spárování zdí.

## Galerie

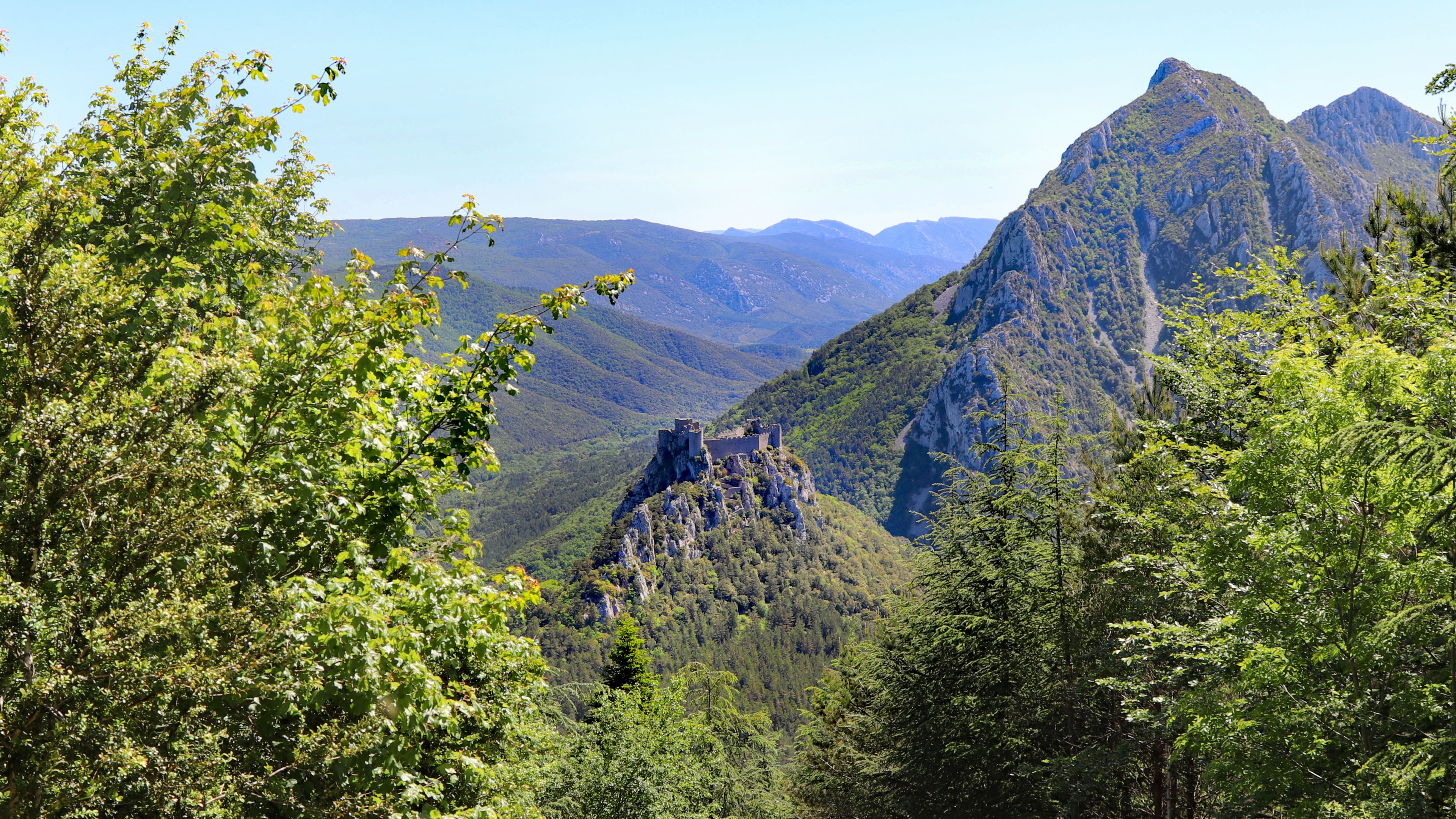
pohledy na hrad Puilaurens
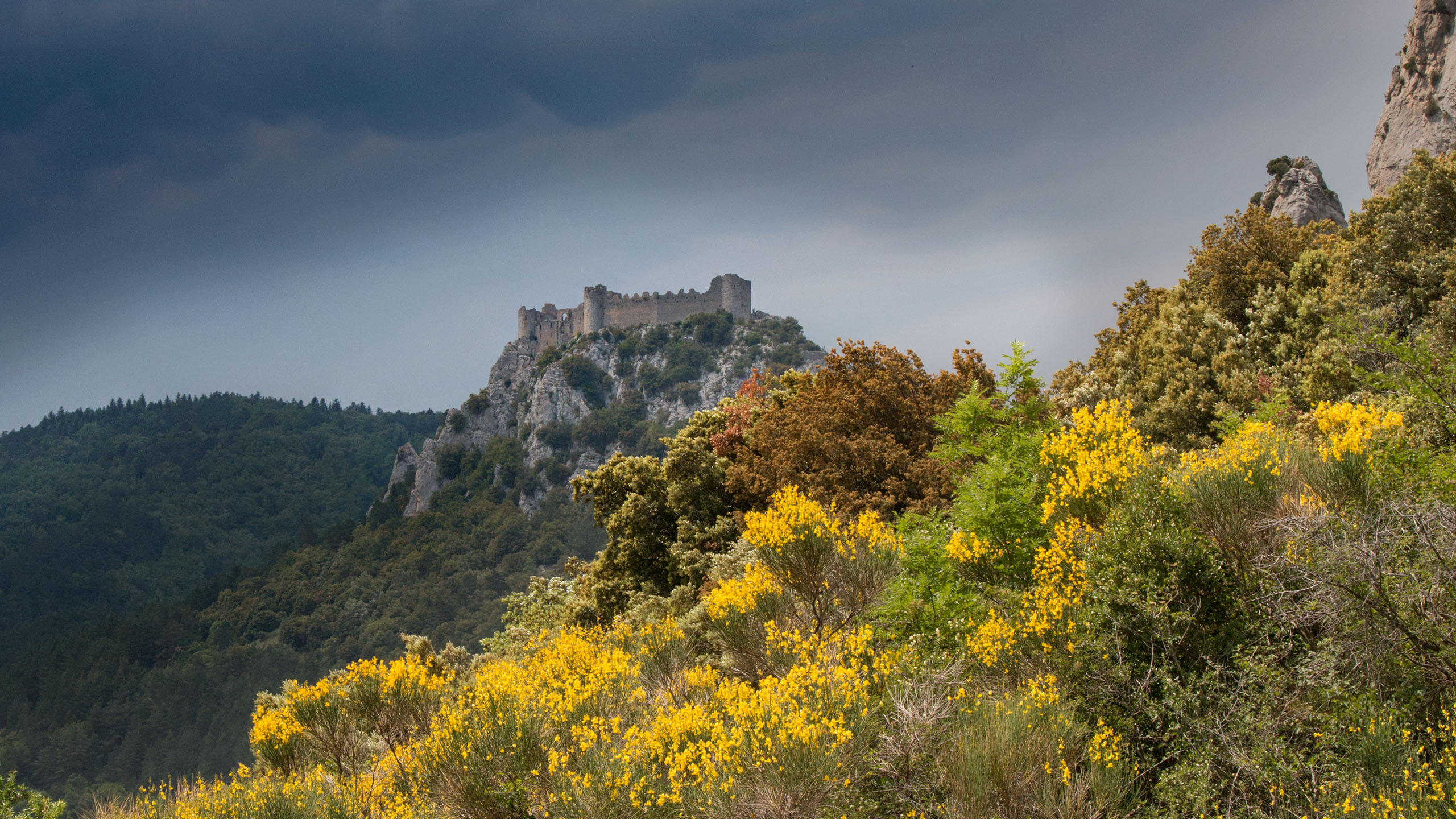
pohledy na hrad Puilaurens
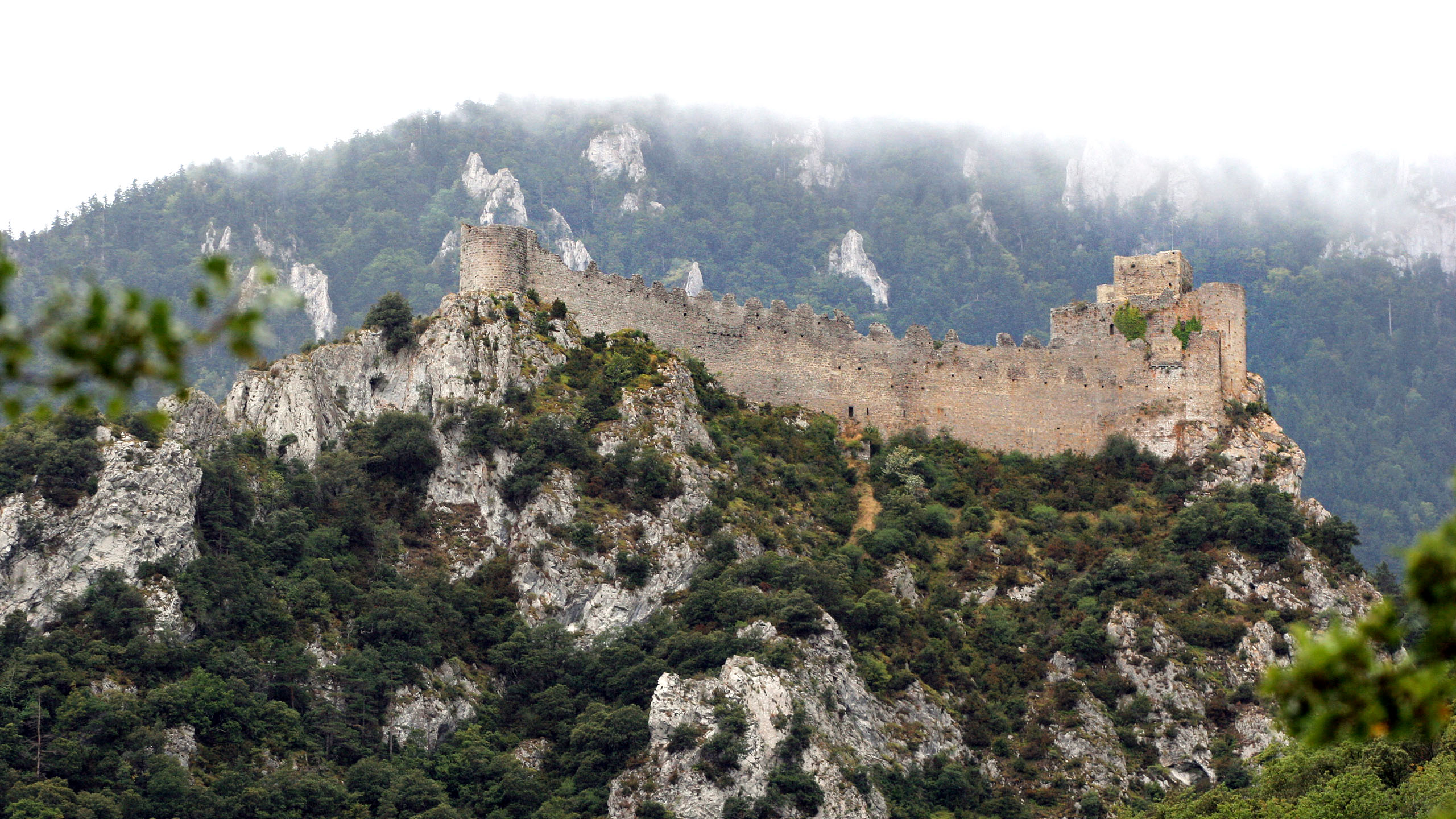
pohledy na hrad Puilaurens
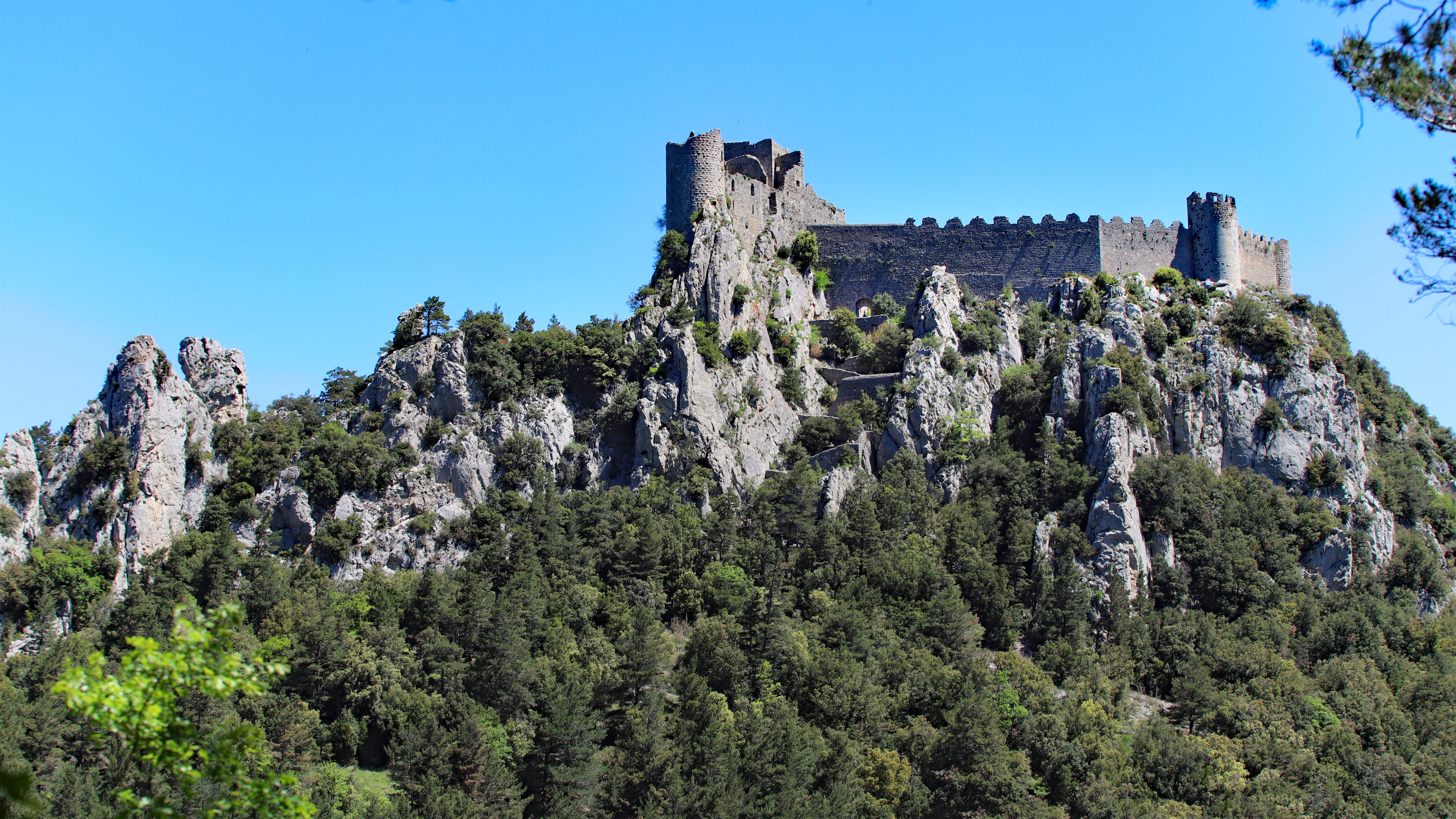
pohledy na hrad Puilaurens
plán hradu Puilaurens
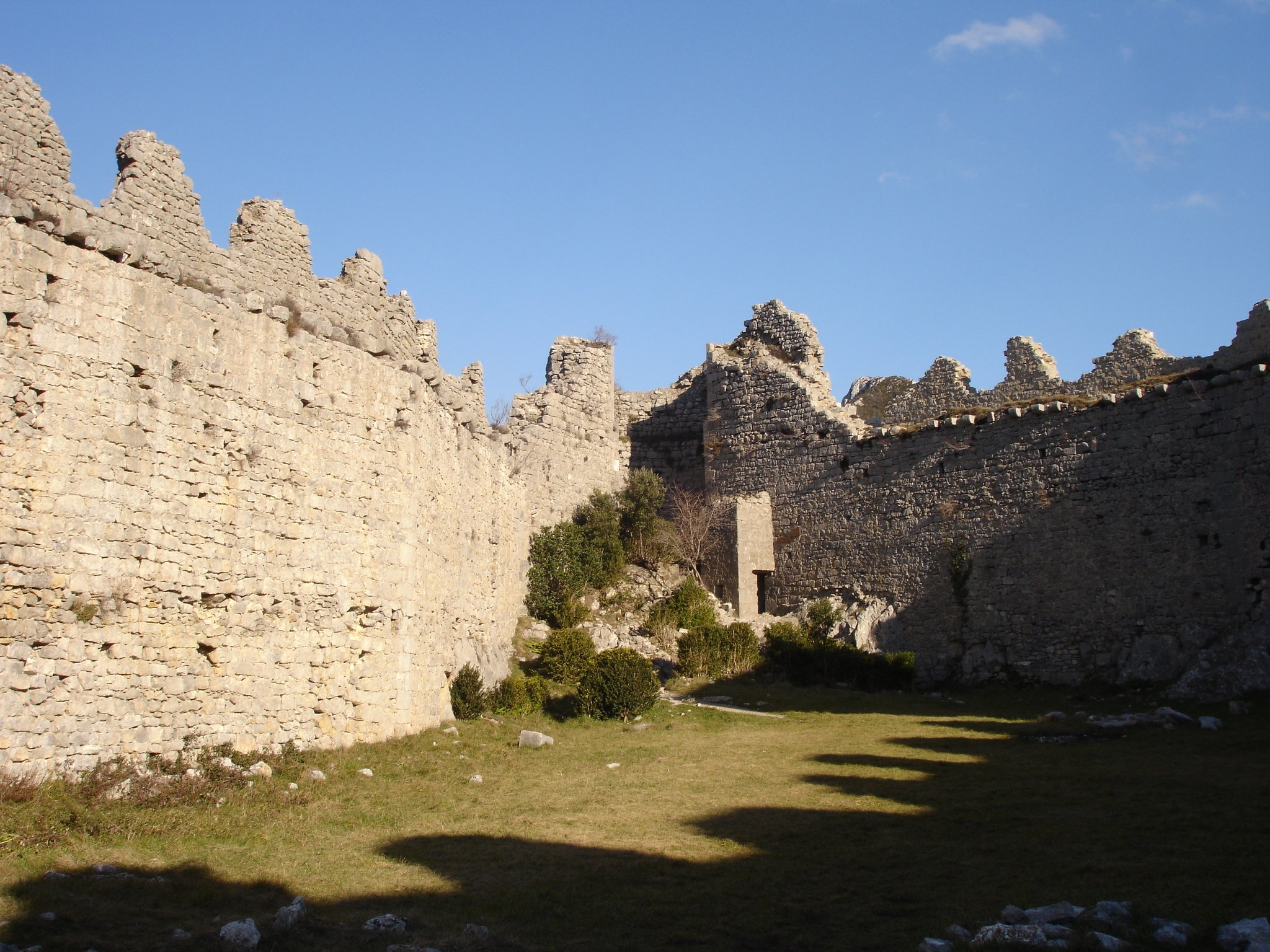
první nádvoří hradu
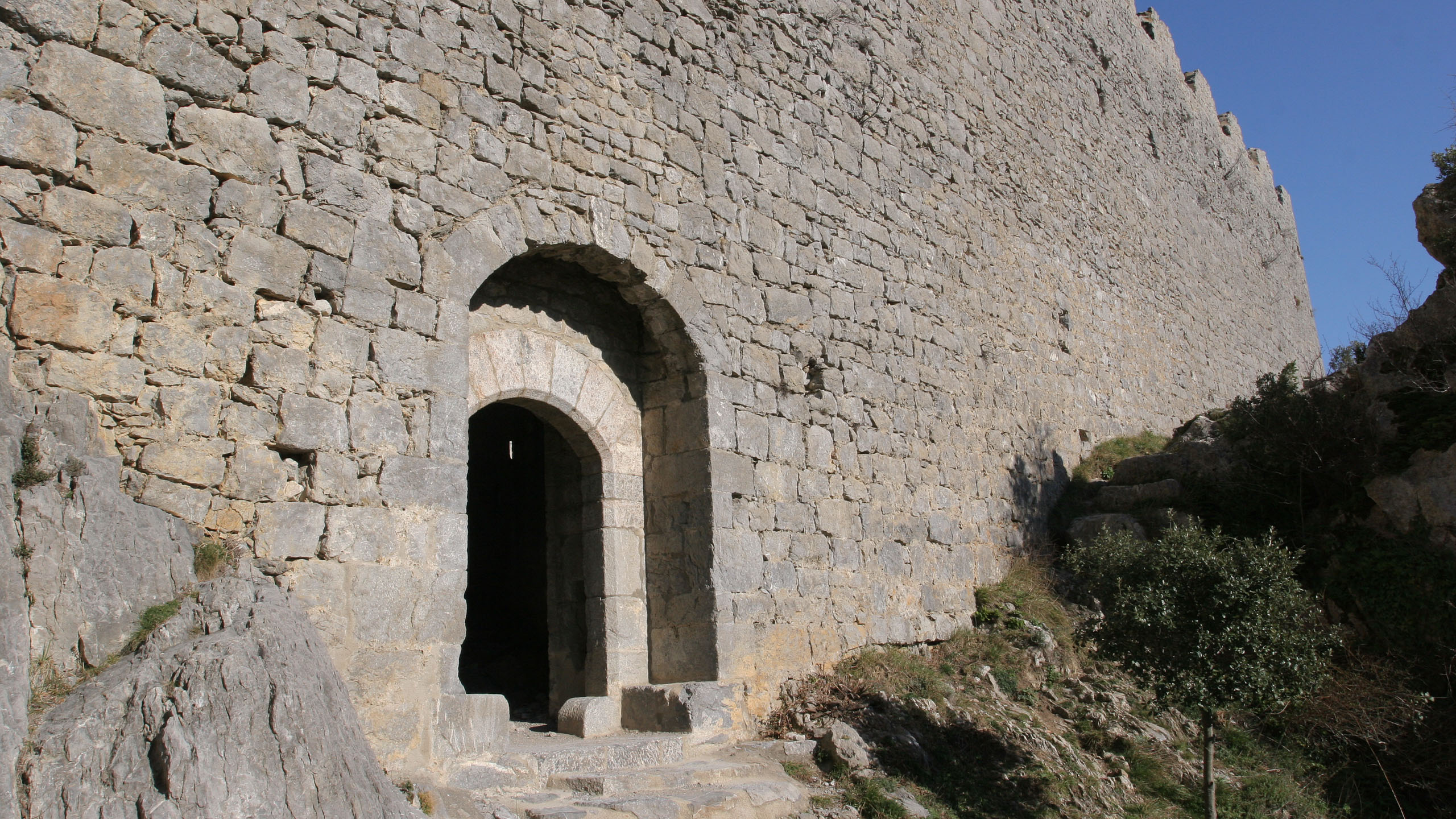
vstupní brána do horní části hradu
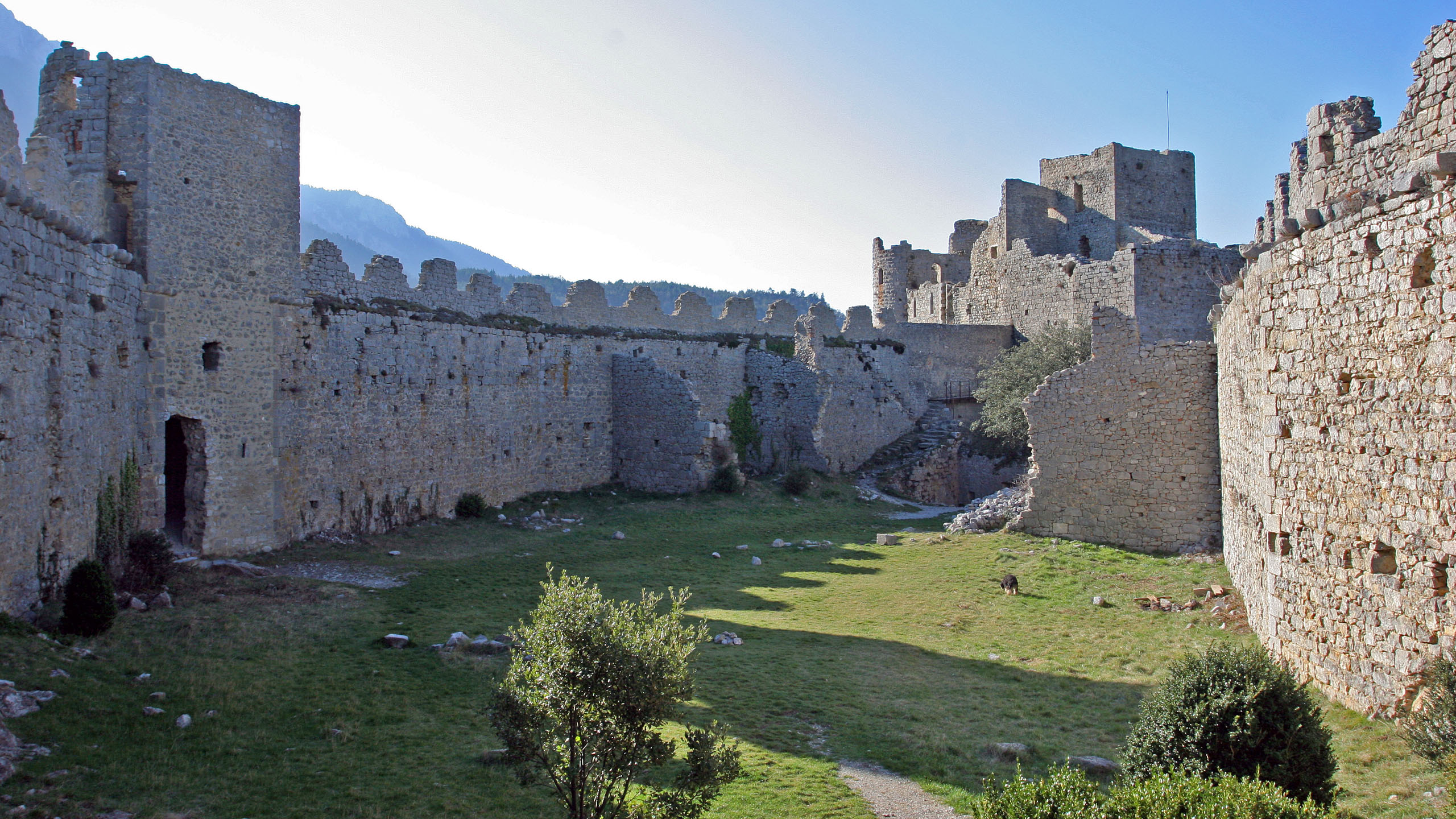
pohled z nádvoří na horní část hradu